# 로그우드

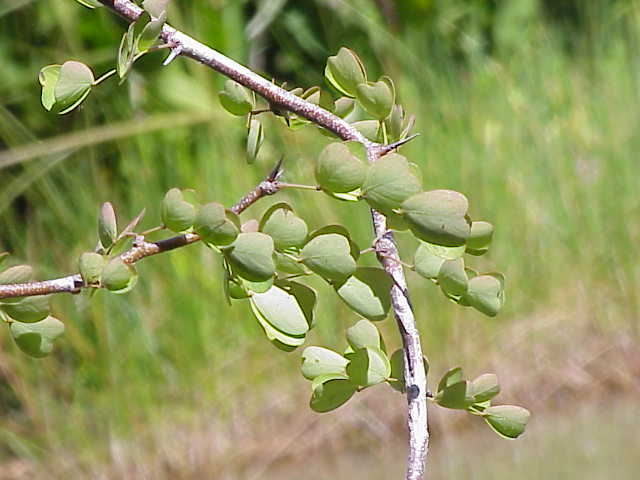

로그우드(logwood)는 콩과에 속하는 소상록수로 중앙 아메리카 일대가 원산지이다. 높이는 7-10m이며 노란꽃이 핀다. 심은 지 10년후에 나무를 잘라 껍질을 벗겨 내어 재목을 얻는다. 재목의 표면은 짙은 갈색이고, 내부는 연한 갈색이다. 이것을 빻아 발효시켜 진홍색 액체를 채취하여 농축시키면 빨간색 염료가 되고, 여기에 철을 매염제로 섞으면 검은색 염료가 된다. 식물의 염료와 빨간 잉크를 제조하는 데에 이용한다.